# Вишневе (Сумський район)
Вишневе — село в Україні, у Нижньосироватській сільській громаді Сумського району Сумської області. Населення становить 73 осіб. До 2016 орган місцевого самоврядування — Старосільська сільська рада.

## Географія
Село Вишневе знаходиться за 2 км від правого берега річки Псел. Примикає до села Лугове, на відстані 1 км розташоване село Прудок (ліквідоване в 1989 році).

## Історія
До 2016 року село носило назву Жовтневе.